# Felicity (voornaam)
Felicity is een Engelstalige meisjesnaam. De voornaam is in Nederland uniek te noemen en wordt voornamelijk gebruikt in Engelssprekende landen. De voornaam kan ook gespeld worden als Félicity. In 2011 werd de naam Felicity acht keer gegeven, Félicity slechts één keer.
De naam Felicity is een afgeleide van Felicia en is evenals Felicia een afgeleide van Felix, dat gelukkig, geluk brengend, vruchtbaar betekent.
De naam groeide eind jaren 1990 in populariteit, mogelijk door de serie Felicity. Ook kwam de naam voor in de televisieserie Road to Avonlea, waarin het personage Felicity King werd gespeeld door de actrice Gema Zamprogna.

## Selectie van naamdragers
- Felicity Galvez, Australische zwemster
- Felicity Huffman, Amerikaanse actrice
- Felicity Jones, Brits actrice
- Felicity Kendal, Britse actrice